# Belcrest Apartments
El Belcrest Apartments es un edificio de apartamentos ubicado en 5440 Cass Avenue en Midtown Detroit, Míchigan. Fue construido en 1926 como el Hotel Belcrest, designado Sitio Histórico del Estado de Míchigan en 1983, e incluido en el Registro Nacional de Lugares Históricos en 1984. Es significativo como un ejemplo temprano del concepto de desarrollo de hotel de apartamentos en Detroit, y un trabajo temprano importante del arquitecto Charles N. Agree.

## Historia
El Belcrest Apartment Hotel fue construido en 1926 como un hotel residencial, que atiende a inquilinos adinerados. El edificio ejemplificaba lo que era, en ese momento, un estilo de vivienda novedoso: un edificio de apartamentos que ofrecía comodidades normalmente asociadas con un hotel. El servicio de limpieza diario y un restaurante en las instalaciones lo distinguen de un edificio de apartamentos convencional. El edificio fue desarrollado por Jacob Singer y Max Hamburger, quienes contrataron a Charles N. Agree como arquitecto y contratista general para el edificio. En 1929, Singer y Hamburger firmaron un acuerdo para convertir el Belcrest en parte de la cadena hotelera Albert Pick.

## Arquitectura

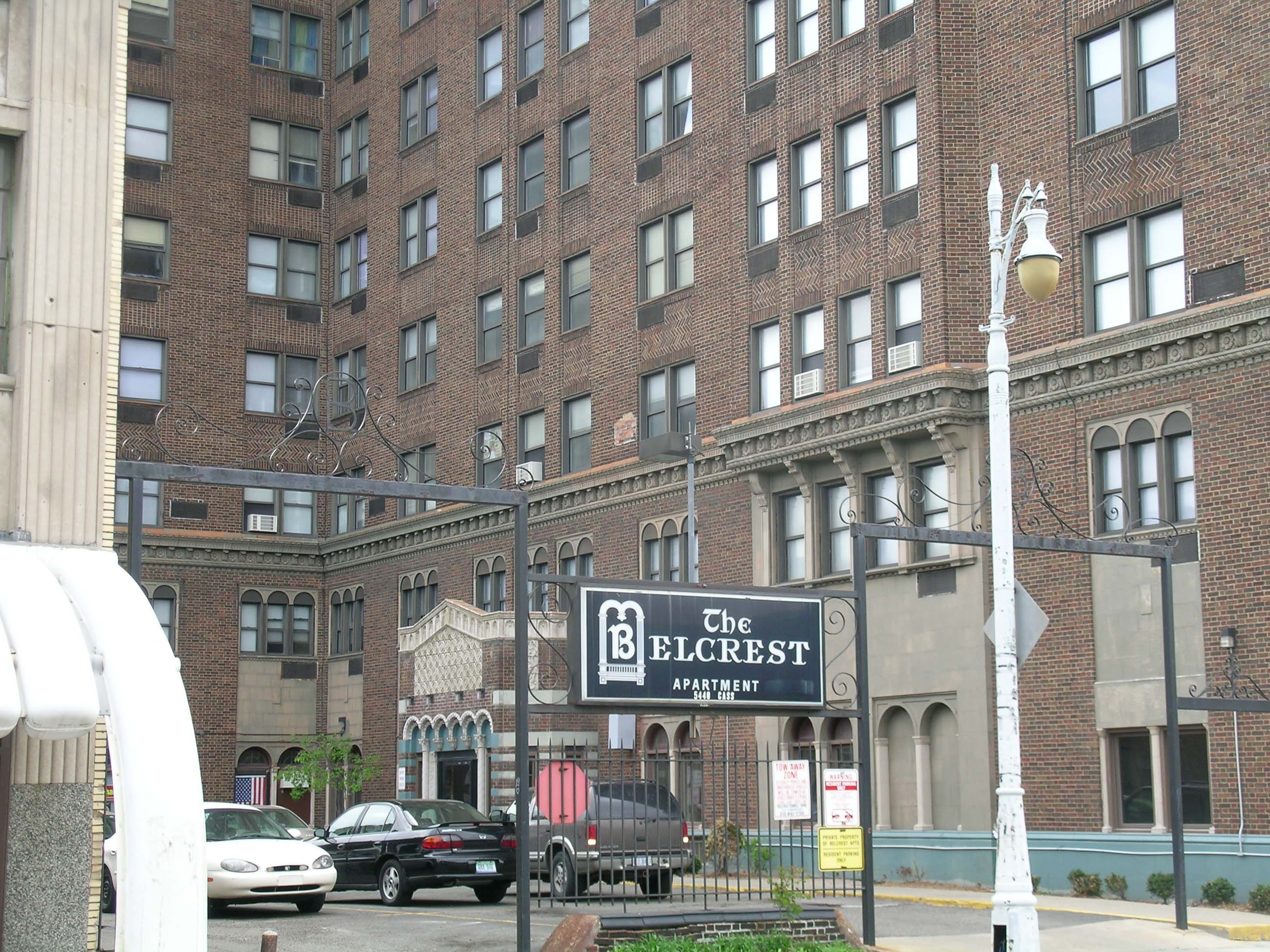
Imagen moderna de la calle junto a los Belcrest Apartments.

El Belcrest es un edificio de apartamentos con un plano en forma de T doce pisos de altura. Está construido en hormigón y acero, y revestido con ladrillo y terracota. Tres vanos salientes rodean la base de la T, enfatizando la vertical, y se extienden hacia arriba a través de la cornisa para terminar en un frontón ornamentado. Las tres bahías tienen detalles elaborados en el duodécimo piso, que contienen bandas alternas de ladrillo y terracota, aberturas de ventanas de mampostería de arco redondo y pañales de terracota.
Las cornisas de terracota en el tercer, undécimo y último piso enfatizan la horizontal. La cornisa gris y crema del segundo piso está adornada con dentellones, molduras de cuerda y molduras de hojas de acanto. La línea de cornalina de color marrón oscuro y marrón oscuro del undécimo piso tiene reflejos verdes y se rompe en los balcones de terracota debajo de las ventanas del duodécimo piso. La cornisa bronceada del duodécimo piso está moldeada en forma de una serie de arcos y soportes de hojas de acanto, rematados con una moldura del mismo motivo.
Un vestíbulo de entrada de un solo piso a dos aguas hace eco de la forma de los frontones del duodécimo piso. Se accede a la entrada a través de puertas de entrada originales de hierro forjado.